# USS Diachenko (APD-123)
USS Alex Diachenko / Diachenko (APD-123/LPR-123) là một tàu vận chuyển cao tốc lớp Crosley, nguyên được cải biến từ chiếc DE-690, một tàu hộ tống khu trục lớp Rudderow, và đã phục vụ cùng Hải quân Hoa Kỳ trong Chiến tranh Thế giới thứ hai. Nó là chiếc tàu chiến duy nhất của Hải quân Hoa Kỳ được đặt cái tên này, theo tên hạ sĩ quan Alex Maxwell Diachenko (1919-1943), người từng phục vụ cùng tàu khu trục Eberle (DD-430), đã tử trận trong hoạt động chiếm giữ chiếc tàu vượt phong tỏa Đức Karin tại Nam Đại Tây Dương vào ngày 10 tháng 3, 1943 và được truy tặng Huân chương Ngôi sao Bạc.
Nó đã phục vụ cho đến khi Thế Chiến II kết thúc, rồi tiếp tục hoạt động trong cuộc Chiến tranh Triều Tiên và sau đó, cho đến khi xuất biên chế vào năm 1959. Nó được huy động trở lại để phục vụ từ năm 1961 đến năm 1969, từng tham gia cuộc Chiến tranh Việt Nam và được xếp lại lớp như là chiếc LPR-123. Con tàu cuối cùng bị bán để tháo dỡ vào năm 1975. Diachenko được tặng thưởng các danh hiệu Đơn vị Tuyên dương Hải quân, Đơn vị Tuyên dương Anh dũng Hải quân cùng hai Ngôi sao Chiến trận do thành tích phục vụ trong Thế Chiến II, thêm sáu Ngôi sao Chiến trận khác khi hoạt động tại Triều Tiên, và thêm năm Ngôi sao Chiến trận nữa khi tham gia cuộc Chiến tranh Việt Nam.

## Thiết kế và chế tạo
Thiết kế của lớp Crosley dựa trên việc cải biến lớp tàu hộ tống khu trục Rudderow. Cấu trúc thượng tầng con tàu được mở rộng, đồng thời tháo dỡ bớt vũ khí trang bị để lấy chỗ bố trí nơi nghỉ cho 162 binh lính được vận chuyển cùng khoảng 40 tấn trang bị. Hệ thống động lực tương tự như với các lớp Buckley và Rudderow; là kiểu động cơ turbine-điện General Electric, cung cấp điện năng cho mô-tơ điện để dẫn động hai trục chân vịt.
Dàn vũ khí được giữ lại bao gồm một khẩu pháo 5 inch (130 mm)/38 cal bố trí một phía trước mũi; ba khẩu đội pháo phòng không Bofors 40 mm nòng đôi và sáu pháo phòng không Oerlikon 20 mm; vũ khí chống ngầm gồm hai đường ray Mk. 9 để thả mìn sâu. Thủy thủ đoàn đầy đủ bao gồm 15 sĩ quan và 168 thủy thủ; và con tàu được bố trí tiện nghi để vận chuyển 12 sĩ quan cùng 150 binh lính đổ bộ.
Trước khi chế tạo, con tàu được xếp lại lớp như một tàu vận chuyển cao tốc vào ngày 17 tháng 7, 1944, đổi từ ký hiệu lườn DE-690 sang APD-123. Nó được đặt lườn như là chiếc Alex Diachenko tại xưởng tàu của hãng Bethlehem Steel Corp. ở Quincy, Massachusetts vào ngày hôm sau 18 tháng 7, 1944, rồi được hạ thủy vào ngày 15 tháng 8, 1944, được đỡ đầu bởi cô Mary Diachenko, em họ của hạ sĩ quan Diachenko. Con tàu nhập biên chế cùng Hải quân Hoa Kỳ vào ngày 8 tháng 12, 1944 dưới quyền chỉ huy của Hạm trưởng, Thiếu tá Hải quân Sidney R. Jackson.
Con tàu được đổi tên từ Alex Diachenko (APD-123) thành Diachenko (APD-123) vào ngày 1 tháng 3, 1945.

## Lịch sử hoạt động

### Thế Chiến II
Sau khi hoàn tất việc chạy thử máy huấn luyện tại khu vực biển Caribe, Alex Diachenko chuẩn bị để được điều sang khu vực Mặt trận Thái Bình Dương. Nó khởi hành từ Norfolk, Virginia vào ngày 31 tháng 1, 1945, có các chặng dừng tại San Diego, Trân Châu Cảng, Eniwetok và Ulithi trong hành trình hướng sang quần đảo Philippine. Con tàu đang trên đường đi khi nó được đổi tên từ Alex Diachenko (APD-123) thành Diachenko (APD-123) vào ngày 1 tháng 3, rồi đi đến Leyte vào ngày 21 tháng 3. Nó làm nhiệm vụ vận chuyển binh lính trong Chiến dịch tái chiếm Philippines, cho đổ bộ lực lượng lên Legaspi, Philippines vào ngày 1 tháng 4, và lên Police Harbor vào ngày 17 tháng 4. Đi đến Morotai, Đông Ấn thuộc Hà Lan vào ngày 7 tháng 5, nó vận chuyển lực lượng Australia tham gia chiến dịch đổ bộ lên vịnh Brunei, Borneo, rồi quay trở lại Morotai vào ngày 26 tháng 6 trước khi tiếp tục cho đổ bộ lực lượng lên Balikpapan, Đông Ấn thuộc Hà Lan vào ngày 1 tháng 7.
Sau khi Nhật Bản chấp nhận đầu hàng vào ngày 15 tháng 8 giúp chấm dứt vĩnh viễn cuộc xung đột, trong những tháng tiếp theo Diachenko làm nhiệm vụ vận chuyển lực lượng chiếm đóng tại khu vực Viễn Đông. Đến ngày 17 tháng 3, 1946, nó lên đường quay trở về Hoa Kỳ, về đến San Pedro, California vào ngày 25 tháng 4, và có những hoạt động huấn luyện và bảo trì thường lệ tại vùng bờ Tây cho đến khi Chiến tranh Triều Tiên bùng nổ vào ngày 25 tháng 6, 1950.

### Chiến tranh Triều Tiên
Năm ngày sau khi chiến tranh bùng nổ, 30 tháng 6, 1950, Diachenko rời vùng bờ Tây để hướng sang Sasebo, Nhật Bản. Nó hỗ trợ cho hoạt động của lực lượng Liên Hiệp Quốc tại Triều Tiên từ căn cứ Sasebo, thường vận chuyển một đội phá hoại dưới nước (UDT: Underwater Demolition Team) làm nhiệm vụ trinh sát bãi đổ bộ và thu dọn các chướng ngại vật dưới nước. Nó quay trở về Hoa Kỳ vào ngày 9 tháng 5, 1951 để đại tu, rồi trong lượt phục vụ thứ hai tại Triều Tiên từ ngày 10 tháng 3 đến ngày 5 tháng 12, 1952, nó tiếp tục hoạt động phối hợp cùng một đội UDT trong các hoạt động trinh sát và tấn công tại Wonsan, Bắc Triều Tiên, cũng như hoạt động phong tỏa dọc bờ biển phía Đông bán đảo suốt từ Wonsan cho đến Chongjin. Con tàu lên đường quay trở về Hoa Kỳ vào ngày 5 tháng 12 để được đại tu.

### 1953 - 1961
Sau khi có được thỏa thuận ngừng bắn tại Triều Tiên, Diachenko lên đường vào ngày 22 tháng 8, 1953 để quay trở về Nhật Bản, đưa Đơn vị Trinh sát 2 Thủy quân Lục chiến đến Nagoya. Nó thực hành đổ bộ tại vùng biển Nhật Bản cho đến hết năm đó, phục vụ như tàu căn cứ tại Hong Kong từ ngày 27 tháng 2 đến ngày 6 tháng 3, 1954 trước khi quay trở về San Diego vào ngày 7 tháng 5. Sang năm 1955, nó khởi hành từ San Diego vào ngày 31 tháng 3, đi đến Yokosuka vào ngày 19 tháng 4, rồi đi sang Hải Phòng, Việt Nam vào ngày 3 tháng 5, nơi nó đảm nhiệm vai trò soái hạm cho hải đội tham gia vào Chiến dịch Con đường đến Tự do (Passage to Freedom), cuộc vận chuyển người di cư từ Bắc Việt Nam vào Nam Việt Nam. Con tàu quay trở về San Diego vào ngày 30 tháng 9.
Rời San Diego vào ngày 28 tháng 8, 1956, Diachenko hướng sang Yokosuka, Nhật Bản, nơi nó đón lên tàu một đội UDT, rồi tiếp tục đón lên tàu một đại đội trinh sát Thủy quân Lục chiến tại Okinawa để vận chuyển họ đến Thái Lan. Các đơn vị này đã huấn luyện phối hợp cùng những đơn vị tương ứng thuộc Quân đội Thái Lan. Sau đó nó còn thực hành đổ bộ tại Iwo Jima, Okinawa và Luzon trước khi quay trở về San Diego vào ngày 26 tháng 8, 1957. Tại vùng bờ Tây nó tham gia huấn luyện cho nhân sự Hải quân Dự bị Hoa Kỳ và huấn luyện phối hợp với các đội UDT.
Diachenko quay trở lại khu vực Tây Thái Bình Dương vào ngày 12 tháng 6, 1958, hoạt động tại Okinawa, vịnh Subic, Luzon và tại vùng biển Nhật Bản. Khi xảy ra bất ổn chính trị tại Indonesia do sự kiện Tổng thống Sukarno hủy bỏ Hiến pháp 1950 và giải tán Quốc hội, nó đã thả sáu xuồng đổ bộ LCVP xuống ngoài khơi Jakarta vào ngày 23 tháng 8. Sau đó nó tiến hành tập trận cùng lực lượng Quốc dân Đảng tại Đài Loan từ ngày 1 đến ngày 10 tháng 9. Khi quay trở về San Diego, nó tiếp nối những hoạt động huấn luyện và bảo trì thường lệ cho đến khi được đưa về thành phần dự bị vào ngày 1 tháng 4, 1959 và được cho xuất biên chế vào ngày 30 tháng 6, 1959.

### Chiến tranh Việt Nam
Tình hình quốc tế căng thẳng do vụ Khủng hoảng Berlin đã khiến cho Diachenko được tái biên chế trở lại vào năm 1961. Trong giai đoạn này, con tàu đã tham gia cuộc Chiến tranh Việt Nam từ ngày 18 tháng 7, 1965 đến ngày 12 tháng 8, 1968, đặc biệt đã tham gia cuộc phản công sau Sự kiện Tết Mậu Thân. Khi quay trở về Hoa Kỳ, con tàu được xếp lại lớp như một "tàu vận chuyển đổ bộ, nhỏ" và mang ký hiệu lườn mới LPR-123 vào ngày 1 tháng 1, 1969. Tuy nhiên nó nhanh chóng được cho xuất biên chế một lần nữa vào ngày 30 tháng 7, 1969 và đưa về thành phần dự bị. Tên nó được cho rút khỏi danh sách Đăng bạ Hải quân vào ngày 15 tháng 9, 1974, và con tàu bị bán để tháo dỡ vào ngày 1 tháng 6, 1975.

## Phần thưởng
Diachenko được tặng thưởng các danh hiệu Đơn vị Tuyên dương Hải quân, Đơn vị Tuyên dương Anh dũng Hải quân cùng hai Ngôi sao Chiến trận do thành tích phục vụ trong Thế Chiến II, thêm sáu Ngôi sao Chiến trận khác khi hoạt động tại Triều Tiên, và thêm năm Ngôi sao Chiến trận nữa khi tham gia cuộc Chiến tranh Việt Nam.
|                           |                           |             |
|                           |                           |             |
| Bronze star · Bronze star |                           |             |
| Bronze star               | Silver star · Bronze star | Bronze star |
| Silver star               |                           |             |
|                           |                           |             |

| Dãi băng Hoạt động Tác chiến                                            | Dãi băng Hoạt động Tác chiến                             | Đơn vị Tuyên dương Hải quân                              | Đơn vị Tuyên dương Hải quân                                         |
| Đơn vị Tuyên dương Anh dũng Hải quân                                    | Huân chương Phục vụ Trung Hoa (mở rộng)                  | Huân chương Phục vụ Trung Hoa (mở rộng)                  | Huân chương Chiến dịch Hoa Kỳ                                       |
| Huân chương Chiến dịch Châu Á-Thái Bình Dương với 2 Ngôi sao Chiến trận | Huân chương Chiến thắng Thế Chiến II                     | Huân chương Chiến thắng Thế Chiến II                     | Huân chương Phục vụ Chiếm đóng Hải quân                             |
| Huân chương Phục vụ Phòng vệ Quốc gia với 1 Ngôi sao Chiến trận         | Huân chương Phục vụ Triều Tiên với 6 Ngôi sao Chiến trận | Huân chương Phục vụ Triều Tiên với 6 Ngôi sao Chiến trận | Huân chương Viễn chinh Lực lượng Vũ trang với 1 Ngôi sao Chiến trận |
| Huân chương Phục vụ Việt Nam với 5 Ngôi sao Chiến trận                  | Huân chương Anh Dũng Bội Tinh (Việt Nam Cộng Hòa)        | Huân chương Anh Dũng Bội Tinh (Việt Nam Cộng Hòa)        | Huân chương Giải phóng Philippine (Philippine)                      |
| Huân chương Liên Hiệp Quốc Phục vụ Triều Tiên                           | Huân chương Chiến dịch Bội tinh (Việt Nam Cộng Hòa)      | Huân chương Chiến dịch Bội tinh (Việt Nam Cộng Hòa)      | Huân chương Phục vụ Chiến tranh Triều Tiên (Hàn Quốc) (truy tặng)   |